# Ferdinando (futebolista)
Ferdinando Pereira Leda, mais conhecido como Ferdinando (Grajaú, 22 de abril de 1980), é um ex-futebolista brasileiro que atuava como volante, zagueiro, lateral-direito, meia e atacante.

## Carreira
Ferdinando começou profissionalmente no futebol com vinte e um anos de idade. Antes de atuar nos campos, foi pedreiro, servente, trabalhou na roça e no comércio.
Em janeiro de 2006, foi contratado pelo Avaí Futebol Clube, vindo do Vitória. Foi emprestado ao São Bento em 2007 e retornou ao Avaí no mesmo ano. No dia 27 de julho de 2009, por uma partida válida pelo Campeonato Brasileiro, Ferdinando completou cem jogos com a camisa do Avaí, recebeu uma placa comemorativa e uma camisa com seu nome e o número 100. Após um bom Brasileirão 2009 pelo Avaí, se transferiu para o Grêmio por indicação do técnico Silas, que o treinou em 2008 e 2009 no time catarinense e que também havia se transferido para o Grêmio.
No dia 4 de janeiro de 2009, Ferdinando foi apresentado oficialmente pelo Grêmio, dizendo-se apto a jogar na lateral. Ele também exaltou poder trabalhar novamente com Silas. Com o encerramento do contrato de empréstimo, em 31 de dezembro de 2010, o volante foi devolvido ao Avaí.
No ano de 2011, foi anunciado como reforço da Portuguesa. Na Lusa, conseguiu o acesso à Série A de 2012 e, ao final do ano, foi negociado com o futebol coreano para defender o Incheon United.
Porém, após menos de 1 ano jogando na Coréia, voltou para defender a Portuguesa no Brasileirão 2012.

## Títulos
Palmas
- Campeonato Tocantinense: 2001, 2003 e 2004

Vitória
- Campeonato Baiano: 2005

Avaí
- Campeonato Catarinense: 2009
- Taça Atlético Nacional de Medellín (turno do Campeonato Catarinense especial 2017): 2017
- Vice-Campeonato Catarinense: 2017

Grêmio
- Campeonato Gaúcho: 2010

Portuguesa
- Campeonato Brasileiro - Série B: 2011
- Campeonato Paulista - Série A2: 2013